# Llorenç Buades Castell
Llorenç Buades Castell (Bunyola, 1952 - 25 de juny de 2015) fou un sindicalista mallorquí. Ocupà càrrecs de responsabilitat al sindicat CGT i fou dirigent de la Lliga Comunista Revolucionària. Poc abans de la seva mort, s'implicà en la creació de la Candidatura d'Unitat Popular de Palma.

## Biografia
Començà la seva militància en moviments trotskistes arran del seu trasllat a Barcelona el 1974. Allà entrà en contacte amb antics militants de la CNT a una comuna de revolucionaris. Treballà en el sector de la construcció, a Dragados i a Comylsa, on començà a gestar els primers nuclis sindicals de la construcció. A finals de 1975, passà a treballar a Mare Nostrum i allà hi consolidà la cèl·lula sindical de Banca i Assegurances que depenia del PCE.
Fou un important activista social, polític i sindical de Mallorca, participant en diverses entitats com el Comitè Anti-Otan de Mallorca, el Grup d'Acció per la Pau i el Desarmament, la Crida a la Solidaritat en Defensa de la Llengua, la Cultura i la Nació Catalanes. El darrer projecte polític on participà fou el de la fundació de la CUP-Palma.